# Wiatskoje (obwód jarosławski)
Wiatskoje (ros. Вятское) – wieś położona w obwodzie jarosławskim, w Rosji. Pierwsze wzmianki o Wiatskoje pochodzą z 1502 roku. We wsi znajduje się aż 10 muzeów, które w 2014 roku odwiedziło ok. 80 tys. turystów. W 2015 roku Wiatskoje wygrało konkurs na najpiękniejszą wieś Rosji, natomiast w 2019 roku zostało wpisane na listę informacyjną UNESCO. 